# Renegade Nell
Renegade Nell ist eine Historienserie der britischen Filmemacherin Sally Wainwright. Die acht Folgen umfassende Miniserie wurde im März 2024 über Disney+ veröffentlicht.

## Handlung
England im Jahr 1705: Die Soldatin Nell Jackson kehrt aus dem Krieg zu ihrer Familie in Tottenham zurück. Mit Hilfe des Kobolds Billy Blind, der ihr Superkräfte verleiht, stellt sich Nell dem tyrannischen Sohn des lokalen Gutsbesitzers Thomas Blancheford entgegen. Weil sie aber eines Mordes beschuldigt wird, muss sie zusammen mit ihren Schwestern Roxy und George fliehen und wird zur Straßenräuberin. Als sich Nells außergewöhnliche Fähigkeiten herumsprechen, gerät sie in den Fokus des Earl of Poynton, der ein magisches Komplott gegen Queen Anne schmiedet.

## Produktion
Im April 2021 wurde die Produktion von Disney angekündigt. Der Projekttitel lautete The Ballad of Renegade Nell. Für die Dreharbeiten, die in Oxford stattfanden, waren neun Monate angesetzt.
Die Serie wurde nach einer Staffel eingestellt.